# Tomáš Surový
Tomáš Surový (né le 24 septembre 1981 à Banská Bystrica en Tchécoslovaquie — aujourd'hui en Slovaquie) est un joueur professionnel de hockey sur glace.

## Carrière
Surový commence sa carrière au sein du club de sa ville natale, le SaHK Iskra Banská Bystrica, en franchissant toutes les étapes juniors pour finalement jouer trois matchs en 1998-1999 pour l'équipe senior dans l'Extraliga slovaque. Il rejoint en 2000-2001 le HK ŠKP Poprad avec qui il joue à la fois pour l'équipe junior mais également pour l'équipe senior.
En 2001, il participe au repêchage d'entrée dans la Ligue nationale de hockey et est choisi lors de la quatrième ronde comme le 120e joueur choisi. Il est alors un des choix de repêchage des Penguins de Pittsburgh.
Il décide de faire le grand saut et rejoint l'Amérique du Nord et les Penguins de Wilkes-Barre/Scranton de la Ligue américaine de hockey, équipe affiliée à la franchise de Pittsburgh. Au cours des saisons qui vont suivre, il va jouer régulièrement avec Pittsburgh sans pour autant parvenir à se faire une place au sein de l'effectif professionnel.
En 2006-2007, ne parvenant toujours pas à s'imposer, il quitte l'équipe pour rejoindre le championnat de Suède et le club de Luleå HF. Après une saison avec l'équipe, il signe un nouveau contrat le 24 mai 2007 avec le Linköpings HC puis un autre le 13 juillet 2007, cette fois avec les Coyotes de Phoenix de la LNH. Finalement, le 24 septembre, son contrat avec les Coyotes est annulé et il retourne jouer en Suède. L'équipe de Linköpings finit en 2007 et en 2008 à la seconde place du championnat et Surový participe alors à la première Ligue des Champions de hockey d'Europe en 2008-2009.

## Statistiques

### En club
| Saison     | Équipe                            | Ligue      |     | Saison régulière | Saison régulière | Saison régulière | Saison régulière | Saison régulière |    | Séries éliminatoires | Séries éliminatoires | Séries éliminatoires | Séries éliminatoires | Séries éliminatoires |
| Saison     | Équipe                            | Ligue      | PJ  | B                | A                | Pts              | Pun              | PJ               | B  | A                    | Pts                  | Pun                  |                      |                      |
| 1998-1999  | SaHK Iskra Banská Bystrica        | Extraliga  | 3   | 0                | 0                | 0                | 0                |                  |    |                      |                      |                      |                      |                      |
| 1999-2000  | SaHK Iskra Banská Bystrica        | 1.liga     | 41  | 29               | 28               | 57               | 4                |                  |    |                      |                      |                      |                      |                      |
| 2000-2001  | HK ŠKP Poprad                     | Extraliga  | 53  | 22               | 28               | 50               | 30               | 6                | 2  | 1                    | 3                    | 14                   |                      |                      |
| 2001-2002  | Penguins de Wilkes-Barre/Scranton | LAH        | 65  | 23               | 10               | 33               | 37               | --               | -- | --                   | --                   | --                   |                      |                      |
| 2002-2003  | Penguins de Wilkes-Barre/Scranton | LAH        | 39  | 19               | 20               | 39               | 18               | 6                | 2  | 3                    | 5                    | 2                    |                      |                      |
| 2002-2003  | Penguins de Pittsburgh            | LNH        | 26  | 4                | 7                | 11               | 10               | --               | -- | --                   | --                   | --                   |                      |                      |
| 2003-2004  | Penguins de Wilkes-Barre/Scranton | LAH        | 30  | 14               | 15               | 29               | 14               | 24               | 6  | 10                   | 16                   | 0                    |                      |                      |
| 2003-2004  | Penguins de Pittsburgh            | LNH        | 47  | 11               | 12               | 23               | 16               | --               | -- | --                   | --                   | --                   |                      |                      |
| 2004-2005  | Penguins de Wilkes-Barre/Scranton | LAH        | 80  | 17               | 31               | 48               | 43               | 11               | 2  | 6                    | 8                    | 9                    |                      |                      |
| 2005-2006  | Penguins de Wilkes-Barre/Scranton | LAH        | 25  | 16               | 12               | 28               | 26               | --               | -- | --                   | --                   | --                   |                      |                      |
| 2005-2006  | Penguins de Pittsburgh            | LNH        | 53  | 12               | 13               | 25               | 45               | --               | -- | --                   | --                   | --                   |                      |                      |
| 2006-2007  | Luleå HF                          | Elitserien | 55  | 23               | 32               | 55               | 38               |                  |    |                      |                      |                      |                      |                      |
| 2007-2008  | Linköpings HC                     | Elitserien | 42  | 15               | 13               | 28               | 14               | 11               | 3  | 5                    | 8                    | 4                    |                      |                      |
| 2008-2009  | Linköpings HC                     | Elitserien | 18  | 1                | 5                | 6                | 4                |                  |    |                      |                      |                      |                      |                      |
| 2009-2010  | HC05 Banská Bystrica              | Extraliga  | 5   | 1                | 2                | 3                | 2                |                  |    |                      |                      |                      |                      |                      |
| 2009-2010  | Skellefteå AIK                    | Elitserien | 48  | 10               | 13               | 23               | 10               | 11               | 0  | 0                    | 0                    | 8                    |                      |                      |
| 2010-2011  | Dinamo Riga                       | KHL        | 54  | 14               | 18               | 32               | 64               | 11               | 4  | 2                    | 6                    | 2                    |                      |                      |
| 2011-2012  | HK CSKA Moscou                    | KHL        | 38  | 11               | 5                | 16               | 18               | 5                | 0  | 1                    | 1                    | 2                    |                      |                      |
| 2012-2013  | HC Lev Prague                     | KHL        | 51  | 10               | 10               | 20               | 24               | 4                | 0  | 0                    | 0                    | 4                    |                      |                      |
| 2013-2014  | HK Dinamo Minsk                   | KHL        | 50  | 9                | 15               | 24               | 18               | -                | -  | -                    | -                    | -                    |                      |                      |
| 2014-2015  | HC Slovan Bratislava              | KHL        | 55  | 7                | 6                | 13               | 55               | -                | -  | -                    | -                    | -                    |                      |                      |
| 2014-2015  | HC Banská Bystrica                | Extraliga  | 4   | 1                | 2                | 3                | 0                | 18               | 7  | 4                    | 11                   | 12                   |                      |                      |
| 2015-2016  | HC Slovan Bratislava              | KHL        | 59  | 3                | 13               | 16               | 42               | 4                | 1  | 1                    | 2                    | 2                    |                      |                      |
| 2016-2017  | HC Banská Bystrica                | Extraliga  | 44  | 21               | 24               | 45               | 12               | 15               | 8  | 14                   | 22                   | 14                   |                      |                      |
| 2016-2017  | HC Slovan Bratislava              | KHL        | 8   | 2                | 3                | 5                | 2                | -                | -  | -                    | -                    | -                    |                      |                      |
| 2017-2018  | HC Banská Bystrica                | Extraliga  | 48  | 13               | 29               | 42               | 30               | 10               | 0  | 5                    | 5                    | 4                    |                      |                      |
| 2018-2019  | HC Banská Bystrica                | Extraliga  | 25  | 4                | 10               | 14               | 6                | 10               | 0  | 2                    | 2                    | 2                    |                      |                      |
| Totaux LNH | Totaux LNH                        | Totaux LNH | 126 | 27               | 32               | 59               | 71               | -                | -  | -                    | -                    | -                    |                      |                      |

### En équipe nationale
| Année | Évènement                            |    | PJ | B | A | Pts | +/- | Pun                |  | Résultat |
| 1999  | Championnat du monde moins de 18 ans | 7  | 1  | 2 | 3 | +1  | 6   | Médaille de bronze |  |          |
| 2000  | Championnat du monde junior          | 7  | 0  | 0 | 0 | +1  | 2   | Neuvième place     |  |          |
| 2001  | Championnat du monde junior          | 7  | 1  | 3 | 4 | 0   | 6   | Huitième place     |  |          |
| 2006  | Jeux olympiques                      | 6  | 0  | 1 | 1 | 0   | 2   | Cinquième place    |  |          |
| 2006  | Championnat du monde                 | 7  | 2  | 2 | 4 | -1  | 4   | Huitième place     |  |          |
| 2007  | Championnat du monde                 | 7  | 0  | 1 | 1 | 0   | 4   | Sixième place      |  |          |
| 2009  | Championnat du monde                 | 5  | 1  | 0 | 1 | 0   | 0   | Dixième place      |  |          |
| 2011  | Championnat du monde                 | 6  | 1  | 2 | 3 | +1  | 2   | Dixième place      |  |          |
| 2012  | Championnat du monde                 | 10 | 0  | 4 | 4 | +1  | 12  | Médaille d'argent  |  |          |
| 2013  | Championnat du monde                 | 8  | 3  | 1 | 4 | +4  | 0   | Huitième place     |  |          |
| 2014  | Jeux olympiques                      | 4  | 1  | 0 | 1 | 2   | -6  | Onzième place      |  |          |
| 2015  | Championnat du monde                 | 7  | 1  | 2 | 3 | 0   | 4   | Neuvième place     |  |          |
| 2018  | Jeux olympiques                      | 4  | 0  | 1 | 1 | 0   | -2  | Onzième place      |  |          |